# San Francisco Blues Festival
Het San Francisco Blues Festival, dat in 1973 voor het eerst werd gehouden, is naast het Chicago Blues Festival het langstlopende festival in de Verenigde Staten. Het werd opgericht door Tom Mazzolini om de geschiedenis en ontwikkeling van de blues dichter bij het publiek te brengen. Veel van de acts in de beginjaren van het festival waren de pioniers van de westcoastblues. Het evenement vindt plaats in Great Meadow, Fort Mason, Marina District, een van de meest spectaculaire locaties in San Francisco met uitzicht op San Francisco Bay en de Golden Gate Bridge. In 2009 vond het festival om economische redenen voor het eerst in 37 jaar niet plaats.

## Optredende artiesten
B.B. King, John Lee Hooker, Stevie Ray Vaughan, Bonnie Raitt, Albert Collins, Robert Cray, Albert King, Buddy Guy, James Cotton, Etta James, Taj Mahal, Keb' Mo', Little Richard, Ruth Brown mit Allen Toussaint, Clarence 'Gatemouth' Brown, Otis Rush, Dr. John, Carlos Santana, Los Lobos, Charlie Musselwhite, Johnny Winter, Buckwheat Zydeco, Hot Tuna - Jorma Kaukonen & Jack Casady, Denise LaSalle, David 'Honeyboy' Edwards, The Delta Groove All Star Blues Revue featuring: Elvin Bishop, Eli Kirk Fletcher, Randy Chortkoff, Richard Innes und Ronnie James Webber, Barbara Lynn, Michael Burks, Ruthie Foster, Elmore James Jr., Rick Estrin and the Nightcats, Gospel Hummingbirds, Delta Wires Big Band, Ruth Brown, Koko Taylor & Her Blues Machine, Albert Collins & the Ice Breakers, Johnny Otis Show, Yank Rachell, Joe Louis Walker & the Boss Talkers, Katie Webster, The British Blues All Stars en vele anderen.

## Tom Mazzolini
Mazzolini, geboren in Chicago, ging in 1963 naar Californië en studeerde daar aan de San Francisco State University, waar hij afstudeerde in Amerikaanse geschiedenis. Hij werkte ook twaalf jaar voor het tijdschrift Living Blues. Naast het oprichten van het San Francisco Blues Festival is of was hij presentator van het langstlopende bluesradioprogramma in de Bay Area. Voor zijn werk als producent ontving hij in 1983 de W.C. Handy Award, onder meer voor zijn verdiensten voor de bluesmuziek.